# Diadochia
Diadochia – zdolność wzajemnego zastępowania się atomów, jonów lub cząsteczek w obrębie sieci krystalicznych mieszanin ciał stałych o podobnej budowie. 
Zdolność zastępowania się jonów (anion za anion; kation za kation) w strukturach kryształów jest następstwem krystalochemicznego pokrewieństwa pierwiastków. O możliwości zastępowania się jonów decydują zbliżone ich rozmiary. Zjawisko polega na tym, że potrzebują one dla swych analogicznych jonów podobnie wielkich przestrzeni w strukturach kryształów i wskutek tego mogą się wzajemnie podstawiać tworząc jednakowe lub podobne struktury. 
Rodzaje diadochii:
- izowalentna – gdy zastępują się atomy lub jony o tej samej wartościowości
- heterowalentna – gdy zastępują się atomy lub jony o różnej wartościowości